# Eswatini na Letnich Igrzyskach Olimpijskich 2024
Eswatini na Letnich Igrzyskach Olimpijskich 2024 – występ kadry sportowców reprezentujących Eswatini na igrzyskach olimpijskich, które odbyły się w Paryżu we Francji, w dniach 26 lipca – 11 sierpnia 2024.
Reprezentacja Eswatini liczyła troje zawodników – kobietę i dwóch mężczyzn, którzy wystąpili w 2 dyscyplinach.
Był to dwunasty start Eswatini na letnich igrzyskach olimpijskich.

## Reprezentanci

### Lekkoatletyka
| Zawodnik           | Konkurencja       | Eliminacje | Eliminacje | Runda 1 | Runda 1 | Półfinał | Półfinał | Finał | Finał   | Pozycja | Źródło |
| Zawodnik           | Konkurencja       | Wynik      | Miejsce    | Wynik   | Miejsce | Wynik    | Miejsce  | Wynik | Miejsce | Pozycja | Źródło |
| ------------------ | ----------------- | ---------- | ---------- | ------- | ------- | -------- | -------- | ----- | ------- | ------- | ------ |
| Sibusiso Matsenjwa | bieg na 100 m (m) | 10,39      | 9. Q       | 10,39   | 55.     | NQ       | NQ       | NQ    | NQ      | 55.     | [ 1 ]  |

### Pływanie
| Zawodnik   | Konkurencja              | Eliminacje | Eliminacje | Półfinał | Półfinał | Finał | Finał | Źródło |
| Zawodnik   | Konkurencja              | Czas       | Poz.       | Czas     | Poz.     | Czas  | Poz.  | Źródło |
| ---------- | ------------------------ | ---------- | ---------- | -------- | -------- | ----- | ----- | ------ |
| Hayley Hoy | 100 m st. motylkowym (k) | 1:08,36    | 31.        | NQ       | NQ       | NQ    | NQ    | [ 2 ]  |
| Chadd Ning | 100 m st. klasycznym (m) | 1:09,85    | 35.        | NQ       | NQ       | NQ    | NQ    | [ 3 ]  |